# Neopanope packardii
Neopanope packardii is een krabbensoort uit de familie van de Panopeidae. De wetenschappelijke naam van de soort is voor het eerst geldig gepubliceerd in 1879 door Kingsley.